# Langley (unità di misura)
Il langley (simbolo Ly) è una unità di misura internazionale utilizzata per misurare la radiazione solare, o insolazione.
Il nome dell'unità di misura deriva da Samuel Pierpont Langley (1834-1906)

## Definizione
- Un langley è una caloria termochimica per centimetro quadrato.
- Nel Sistema Internazionale di Unità di Misura, un langley corrisponde a 41840.00 J/m² (o joule per metro quadro).